# دی‌ام‌پی‌یو
دی‌ام‌پی‌یو (به انگلیسی: DMPU) یک ترکیب شیمیایی با شناسه پاب‌کم ۸۱۶۴۶ است. 